# 熊本県民の歌
「熊本県民の歌」（くまもとけんみんのうた）は、日本の熊本県で1960年（昭和35年）に開催された第15回国民体育大会（熊本国体）に際して第15回国民体育大会熊本県実行委員会が選定し、県に継承された県民歌である。作詞・坂井秀雄、作曲・出田憲二。

## 解説
熊本県では1943年（昭和18年）10月に「菊池盡忠の歌」を県民歌として制定したが、この曲は菊池氏の「尽忠報国」精神を顕彰する国粋的な歌詞であったことから戦後はGHQにより演奏を禁じられ、公に歌われることが無くなった。
その後、1960年（昭和35年）に開催される第15回熊本国体に合わせて新しい県民歌を制作することになり、国体実行委員会の選定で新規に「熊本県民の歌」の懸賞公募を実施、1959年（昭和34年）11月19日に審査結果が発表された。作詞者の坂井秀雄は福岡県大牟田市からの応募で、入選作として採用された全3番の歌詞は阿蘇山・熊本城・白川・球磨川・天草諸島と、県内の歴史と自然を歌い上げる内容となっている。歌詞は2015年（平成27年）12月31日に著作権の保護期間を満了した。
初演奏は1960年（昭和35年）2月13日に県立図書館ホールで行われ、日本コロムビアが伊藤久男の歌唱によるSP盤（規格品番：SPR1929）を製造している。
1999年（平成11年）に開催された第54回くまもと未来国体の開会式でも39年ぶりに演奏された。2016年（平成28年）には県出身で毎日書道会理事の永守蒼穹が同年に発生した熊本地震からの復興を祈願し、歌詞全文の書を県に寄贈した。

### 制定主体について
本曲は県でなく熊本県体育協会などで構成される「熊本国体実行委員会」が制定主体となった経緯から、正式な都道府県民歌としてはカウントされない場合がある。ただし、熊本県庁では電話の保留音に「熊本県民の歌」を使用しており、県統計協会が毎年発行する県民手帳にも県民歌と同様の扱いで「熊本県民の歌」が掲載されている。また、熊本放送では長年にわたりテレビのオープニングとクロージングで「熊本県民の歌」を演奏していた。こうした使用実態より「正式な県民歌」か否については議論があるものの「事実上の県民歌」としての地位を獲得していると言える。

## 備考
1984年（昭和59年）には「火の国旅情」が「県民の歌」として県のPRに採用されており、2012年（平成24年）に熊本県民テレビ子会社のKKTエンタープライズが発売したミュージックビデオのDVDが表題を「熊本県民歌・火の国旅情 〜全35番〜」としているため、正式名称で「熊本県民の歌」と呼んだ場合には同曲と紛らわしくなる。そのため「熊本県民の歌」を区別する場合は歌い出しの部分を取って「大阿蘇」の別名で呼ばれる場合もある。
「火の国旅情」の位置付けについては「おもいで宝箱」と合わせて「熊本県のことを歌った歌として、広く親しまれている」とされており、正式な「県民歌」と言うよりも「県民愛唱歌」に近い扱いである。